# Mónica Godoy

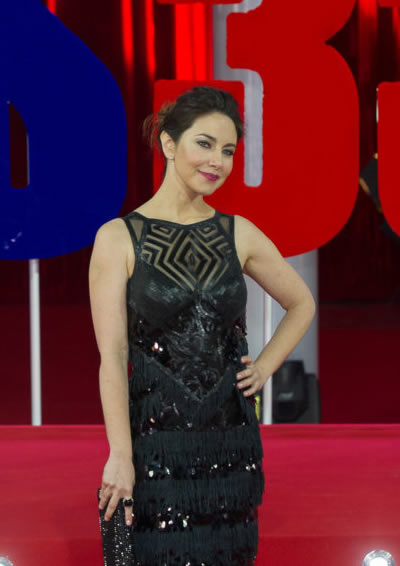
Mónica Godoy

Mónica Alejandra Godoy Cabezas (Santiago, 9 mei 1976) is een Chileens actrice. Ze speelde in een aantal televisieseries en soaps op de Chileense televisiezender Televisión Nacional de Chile (TVN). Haar bekendste rol is die van Scarlette in de telenovela Aquelarre.